# Sitio de Tiro (1187)
El sitio de Tiro tuvo lugar del 12 de noviembre de 1187 al 1 de enero de 1188. Un ejército comandado por Saladino realizó un asedio por tierra y mar a la ciudad de Tiro, defendida por Conrado de Montferrato. Después de dos meses de lucha continua, Saladino se retiró con su ejército hacia Acre.

## Antecedentes
Después de la batalla de los Cuernos de Hattin, gran parte de Tierra Santa había caído en manos de Saladino, incluida Jerusalén. Los restos del ejército cruzado acudieron en masa a Tiro, que era una de las principales ciudades aún en manos cristianas. Reinaldo de Sidón estaba a cargo de Tiro y estaba en el proceso de negociar su rendición con Saladino, pero la llegada de Conrado y sus soldados lo impidieron. Reinaldo dejó la ciudad para refortificar su castillo en Beaufort, y Conrado se convirtió en el líder del ejército. Inmediatamente comenzó a reparar las defensas de la ciudad, e hizo cavar una profunda zanja alrededor del muelle que unía la ciudad a la orilla, para evitar que el enemigo se acercara a la ciudad. El ejército musulmán llegó el 12 de noviembre y comenzó el asedio. El resto del ejército llegaría 13 días después.

## El sitio

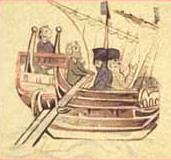
Conrado llega a Tiro: bosquejo marginal de finales del en la Brevis Historia Regni Hierosolymitani, una continuación del Annali genovesi (Biblioteca Nacional de Francia).

La lucha fue dura. El ejército de Saladino tenía diecisiete armas de asedio que atacaban constantemente los muros de la ciudad, mientras que los barcos de los cruzados, llenos de arqueros, ballesteros y máquinas de asedio, acosaban al ejército atacante.
Todos los ataques de Saladino fallaron, y el asedio continuó, con ocasionales reuniones de los defensores, liderados por un caballero español llamado Sancho Martin, más conocido como el "caballero verde" debido al color de su armadura. Se decía que su valentía y habilidad causaban admiración tanto en los ejércitos cristianos como musulmanes, y particularmente en Saladino. Se dijo que Saladino le ofreció muchas riquezas si se convertía al Islam y luchaba en su ejército. Sin embargo, se negó y siguió liderando los ataques cristianos contra el ejército musulmán.
A Saladino le quedó claro que solo ganando en el mar podría tomar la ciudad. Convocó una flota de diez galeras comandadas por un marinero del norte de África llamado Abd al-Salam al-Maghribi. La flota musulmana tuvo un éxito inicial al forzar a las galeras cristianas a retirarse al puerto, pero durante la noche del 29 al 30 de diciembre, una flota cristiana de 17 galeras atacó a cinco galeras musulmanas, infligiendo una derrota decisiva y capturándolas. Los cronistas musulmanes afirman que la incompetencia de Al-Faris Bedran llevó a la derrota. A las galeras restantes se les ordenó retirarse, dada su desigualdad numérica frente a la flota cristiana. Después de este revés naval, las fuerzas de Saladino hicieron un intento final de tomar la ciudad, pero fueron derrotados nuevamente, sufriendo grandes pérdidas.
Después de estos eventos, Saladino convocó a sus emires para una conferencia, para discutir si deberían retirarse o seguir intentándolo. Las opiniones estaban divididas, pero Saladino, al ver el estado de sus tropas, decidió retirarse a Acre. El asedio terminó el 1 de enero de 1188.

## Consecuencias
Tras la victoria, el prestigio de Conrado recibió un gran impulso. Para Saladino, constituyó un punto de inflexión en su sultanato. Probó la incapacidad de su ejército para sostener largos asedios. Para los cruzados, fue una victoria muy importante porque Tiro se convirtió en un punto de encuentro para el futuro avivamiento cristiano durante la Tercera Cruzada. Si Tiro no hubiera resistido, es probable que la Tercera Cruzada hubiera tenido mucho menos éxito.